# Bililde
Bililde  è un nome proprio di persona italiano femminile.

## Varianti
- Femminili: Bilichilde, Bililda

## Origine e diffusione
Deriva dal nome germanico Bilihild o Bilhild; è composto dagli elementi bil ("spada", "lama") e hild ("battaglia"). Di assai scarsa diffusione sul suolo italiano, è ricordato principalmente per la santa così chiamata, il cui culto è peraltro molto debole nella penisola.

## Onomastico
L'onomastico si può festeggiatre il 27 novembre, in ricordo di santa Bililde, duchessa di Turingia, vedova e fondatrice del convento di Altenmünster o Altinfinster, a Magonza.

## Persone
- Bilichilde, moglie di Childerico II